# جورج أوكلي
جورج أوكلي (بالإنجليزية: George Oakley) هو لاعب كرة قدم بريطاني في مركز الهجوم، ولد في 18 نوفمبر 1995 في واندزوورث في المملكة المتحدة. لعب مع نادي كينغستونيان.

## وصلات خارجية
- جورج أوكلي على موقع قاعدة بيانات كرة القدم.إي يو (الإنجليزية)
- جورج أوكلي على موقع Soccerbase.com (لاعب) (الإنجليزية)
- جورج أوكلي على موقع Soccerway.com (الإنجليزية)